# Barat (Padang)
Barat is een bestuurslaag in het regentschap Lumajang van de provincie Oost-Java, Indonesië. Barat telt 7085 inwoners (volkstelling 2010).